# Densidad de flujo espectral
En espectroscopia, la densidad de flujo espectral es la cantidad que describe la velocidad a la que la energía es transferida por la radiación electromagnética a través de una superficie real o virtual, por unidad de superficie y por unidad de longitud de onda (o, equivalentemente, por unidad de frecuencia). Es una medida radiométrica en lugar de potométrica. En el Sistema Internacional de Unidades se mide en W m−3, aunque puede resultar más práctico utilizar W m−2 nm−1 (1 W m−2 nm−1 = 1 GW m−3 = 1 W mm−3) o W m−2 µm−1 (1 W&nb sp ;m−2 µm−1 = 1 MW m−3); y respectivamente, W·m−2·Hz−1, Jansky (unidad) o  unidades de flujo solar. Los términos irradiancia, salida radiante, emitancia radiante y radiosidad están estrechamente relacionados con la densidad de flujo espectral.
Los términos utilizados para describir la densidad de flujo espectral varían entre campos. En ocasiones incluyen adjetivos como "electromagnética" o "radiativa" y, a veces se prescinde de la palabra "densidad". Sus aplicaciones incluyen:
- Caracterización de fuentes telescópicas remotas sin resolución, como estrellas observadas desde un punto de observación específico, tal como un observatorio situado en la Tierra.
- Caracterizar un campo radiativo electromagnético natural en un punto, medido allí con un instrumento que recoge la radiación de toda una esfera o hemisferio de fuentes remotas.
- Caracterización de un haz radiativo electromagnético colimado artificial.

## Densidad de flujo recibida de una "fuente puntual" irresoluble
Para la densidad de flujo recibida de una "fuente puntual" remota e irresoluble, el instrumento de medición, generalmente telescópico, aunque no puede obtener ningún detalle de la fuente en sí, debe poderse resolver ópticamente suficientes detalles del cielo alrededor de la fuente puntual, de modo que para registrar la radiación proveniente únicamente de él, no esté contaminada por la radiación de otras fuentes. En este caso, la densidad de flujo espectral es la cantidad que describe la velocidad a la que la energía transferida por la radiación electromagnética se recibe desde esa fuente puntual no resuelta, por unidad de área receptora frente a la fuente, por unidad de rango de longitud de onda.
En cualquier longitud de onda dada λ, la densidad de flujo espectral, Fλ, se puede determinar mediante el siguiente procedimiento:
- Un detector apropiado con un área de sección transversal de 1 m2 que apunte directamente a la fuente de radiación.
- Se coloca un filtro de paso de banda estrecho delante del detector para que solo reciba la radiación cuya longitud de onda se encuentre dentro de un rango muy estrecho, Δλ, centrado en λ.
- Se mide la velocidad a la que el detector detecta la energía de la radiación electromagnética.
- Esta tasa medida se divide luego por Δλ para obtener la potencia detectada por metro cuadrado por unidad de rango de longitud de onda.

La densidad de flujo espectral se utiliza a menudo como la cantidad en el eje "y" de un gráfico que representa el espectro de una fuente de luz, como una estrella.

## Densidad de flujo del campo radiativo en un punto de medición
Existen dos enfoques principales para definir la densidad de flujo espectral en un punto de medición en un campo radiativo electromagnético. Uno de ellos puede denominarse convenientemente aquí "enfoque vectorial" y el otro "enfoque escalar". La definición vectorial se refiere a la integral esférica completa de la radiancia espectral (también conocida como intensidad radiativa específica o intensidad específica) en el punto, mientras que la definición escalar se refiere a las muchas integrales hemisféricas posibles de la radiancia espectral (o intensidad específica) en el punto. Se suele preferir la definición vectorial para las investigaciones teóricas de la física del campo radiativo, mientras que la definición escalar parece preferirse para aplicaciones prácticas.

### Definición vectorial de densidad de flujo: 'densidad de flujo esférica completa'
El enfoque vectorial define la densidad de flujo como un vector en un punto del espacio y el tiempo elegido por un investigador. Para distinguir este enfoque, se podría hablar de "densidad de flujo esférica completa". En este caso, la naturaleza le dice al investigador cuál es la magnitud, dirección y sentido de la densidad de flujo en el punto prescrito. Para el vector de densidad de flujo, se puede escribir
{\displaystyle \mathbf {F} (\mathbf {x} ,t;\nu )=\oint _{\Omega }\ I(\mathbf {x} ,t;\mathbf {\hat {n}} ,\nu )\,\mathbf {\hat {n}} \,d\omega (\mathbf {\hat {n}} )}
donde {\displaystyle I(\mathbf {x} ,t;\mathbf {\hat {n}} ,\nu )} denota la radiancia espectral (o intensidad específica) en el punto {\displaystyle \mathbf {x} } en el tiempo {\displaystyle t} y la frecuencia {\displaystyle \nu \!}, {\displaystyle \mathbf {\hat {n}} } denota un vector unitario variable con origen en el punto {\displaystyle \mathbf {x} }, {\displaystyle d\omega (\mathbf {\hat {n}} )} denota un elemento de ángulo sólido alrededor de {\displaystyle \mathbf {\hat {n}} } y {\displaystyle \Omega } indica que la integración se extiende sobre toda la gama de ángulos sólidos de una esfera.
Matemáticamente, definida como una integral no ponderada sobre el ángulo sólido de una esfera completa, la densidad de flujo es el primer momento de la radiancia espectral (o intensidad específica) con respecto al ángulo sólido. No es una práctica común realizar todo el rango esférico de mediciones de la radiancia espectral (o intensidad específica) en el punto de interés, como se necesita para la integración esférica matemática especificada en la definición estricta; No obstante, el concepto se utiliza en el análisis teórico de la transferencia radiativa.
Como se describe a continuación, si la dirección del vector de densidad de flujo se conoce de antemano debido a una simetría, es decir, que el campo radiativo está uniformemente estratificado y es plano, entonces la densidad de flujo vectorial se puede medir como el 'flujo neto', mediante la suma algebraica de dos lecturas escalares detectadas de manera opuesta en la dirección conocida, perpendicular a las capas.
En un punto dado del espacio, en un campo en estado estacionario, la densidad de flujo vectorial, una cantidad radiométrica, es igual a la cantidad promediada en el tiempo del vector de Poynting, una cantidad de campo electromagnético.
Sin embargo, dentro del enfoque vectorial de la definición, existen varias subdefiniciones especializadas. A veces el investigador solo está interesado en una dirección específica, como por ejemplo la dirección vertical referida a un punto en una atmósfera planetaria o estelar, porque se considera que la atmósfera allí es la misma en todas las direcciones horizontales, de modo que solo la componente vertical del flujo es de interés. En consecuencia, se considera que los componentes horizontales del flujo se cancelan entre sí por simetría, dejando solo el componente vertical del flujo como distinto de cero. En este caso algunos astrofísicos piensan en términos del flujo astrofísico (densidad), que definen como la componente vertical del flujo (de la definición general anterior) dividida por el número π. Y a veces los astrofísicos usan el término flujo de Eddington para referirse a la componente vertical del flujo (de la definición general anterior) dividida por el número 4π.

### Definición escalar de densidad de flujo: 'densidad de flujo hemisférica'
El enfoque escalar define la densidad de flujo como una función escalar de una dirección y sentido en el espacio prescrito por el investigador en un punto elegido por este. A veces, este enfoque se indica mediante el uso del término "flujo hemisférico". Por ejemplo, un investigador de la radiación térmica emitida por la sustancia material de la atmósfera y recibida en la superficie de la Tierra, está interesado en la dirección vertical en sentido descendente. Este investigador piensa en una unidad de área en un plano horizontal, que rodea el punto prescrito. El investigador quiere saber la potencia total de toda la radiación de la atmósfera superior en todas las direcciones, propagándose hacia abajo, recibida por esa unidad de área. Para caracterizar el valor escalar de la densidad de flujo para la dirección y el sentido prescritos, se puede escribir
{\displaystyle F(\mathbf {x} ,t;\nu )=\int _{\Omega ^{^{+}}}I(\mathbf {x} ,t;\mathbf {\hat {n}} ,\nu )\,\cos \,(\theta (\mathbf {\hat {n}} ))\,d\omega (\mathbf {\hat {n}} )}
donde con la notación anterior, {\displaystyle \Omega ^{^{+}}} indica que la integración se extiende solo sobre los ángulos sólidos del hemisferio relevante, y {\displaystyle \theta (\mathbf {\hat {n}} )} denota el ángulo entre {\displaystyle \mathbf {\hat {n}} } y la dirección prescrita. El término {\displaystyle \cos \,(\theta (\mathbf {\hat {n}} ))} es necesario debido a ley de Lambert. Matemáticamente, la cantidad {\displaystyle F(\mathbf {x} ,t;\nu )} no es un vector porque es una función escalar positiva de la dirección y sentido prescritos, en este caso, de la vertical descendente. En este ejemplo, cuando la radiación recolectada se propaga hacia abajo, se dice que el detector está "mirando hacia arriba". La medición se puede realizar directamente con un instrumento (como un pirgeómetro) que recoja la radiación medida de una sola vez desde todas las direcciones del hemisferio imaginario. En esta situación, la integración de Lambert ponderada por el coseno de la radiancia espectral (o intensidad específica) no se realiza matemáticamente después de la medición. La integración de Lambert ponderada por el coseno se ha realizado mediante el proceso físico de medición en sí.

#### Flujo neto
En un campo radiativo plano horizontal con capas uniformes, los flujos hemisféricos, hacia arriba y hacia abajo, en un punto, se pueden restar para producir lo que a menudo se llama "flujo neto". El flujo neto entonces tiene un valor igual a la magnitud del vector de flujo esférico completo en ese punto, como se describió anteriormente.

### Comparación entre las definiciones vectoriales y escalares de densidad de flujo
La descripción radiométrica del campo radiativo electromagnético en un punto del espacio y del tiempo está completamente representada por la radiancia espectral (o intensidad específica) en ese punto. En una región en la que el material es uniforme y el campo radiativo es isotrópico y homogéneo, se denota la radiancia espectral (o intensidad específica) por I (x, t ; r1, ν), una función escalar de sus argumentos x, t, r1 y ν, donde r1 denota un vector unitario con la dirección y el sentido del vector geométrico r desde el punto de origen P1 hasta el punto de detección P2, donde x denota las coordenadas de P1, en el tiempo t y la frecuencia de onda ν. Entonces, en la región, I (x, t ; r1, ν) toma un valor escalar constante, que aquí se denota como I. En este caso, el valor de la densidad de flujo vectorial en P1 es el vector cero, mientras que la densidad de flujo escalar o hemisférica en P1 en todas las direcciones en ambos sentidos toma el valor escalar constante πI. La razón del valor πI es que la integral hemisférica es la mitad de la integral esférica completa, y el efecto integrado de los ángulos de incidencia de la radiación sobre el detector requiere reducir a la mitad el flujo de energía según la ley de Lambert (el ángulo sólido de una esfera es 4π).
La definición del vector es adecuada para el estudio de campos radiativos generales. La densidad de flujo espectral escalar o hemisférica es conveniente para discusiones en términos del modelo de dos corrientes del campo radiativo, lo que es razonable para un campo que está estratificado uniformemente en capas planas, cuando se elige que la base del hemisferio sea paralela a las capas, y se especifica uno u otro sentido (arriba o abajo). En un campo radiativo no isotrópico ni homogéneo, la densidad de flujo espectral definida como una función de dirección y sentido con valores escalares contiene mucha más información direccional que la densidad de flujo espectral definida como un vector, pero la información radiométrica completa suele expresarse como la radiancia espectral (o intensidad específica).

## Haz colimado
Para los presentes propósitos, la luz de una estrella, y para algunos propósitos particulares, la luz del sol, puede tratarse prácticamente como un haz colimado, pero aparte de esto, un haz colimado rara vez se encuentra en la naturaleza, aunque los haces producidos artificialmente pueden casi colimarse. La radiancia espectral (o intensidad específica) es adecuada para la descripción de un campo radiativo no colimado. Las integrales de radiancia espectral (o intensidad específica) con respecto al ángulo sólido, utilizadas anteriormente, son singulares para haces exactamente colimados, o pueden interpretarse mediante las funciones delta de Dirac. Por lo tanto, la intensidad radiativa específica no es adecuada para la descripción de un haz colimado, mientras que la densidad de flujo espectral sí lo es. En un punto dentro de un haz colimado, el vector de densidad de flujo espectral tiene un valor igual al vector de Poynting, una cantidad definida en la teoría clásica de Maxwell de la radiación electromagnética.

## Densidad de flujo espectral relativa
A veces es más conveniente mostrar espectros gráficos con ejes verticales que muestren la densidad de flujo espectral relativa. En este caso, la densidad de flujo espectral asociada a una longitud de onda determinada se expresa como una fracción de algún valor de referencia elegido arbitrariamente. Las densidades de flujo espectral relativas se expresan como números puros sin unidades.
Los espectros que muestran la densidad de flujo espectral relativa se utilizan cuando se tiene interés en comparar las densidades de flujo espectral de diferentes fuentes. Por ejemplo, si se quiere mostrar cómo varían los espectros de un cuerpo negro como fuente con la temperatura absoluta, no es necesario mostrar los valores absolutos. La densidad de flujo espectral relativa también es útil si se desea comparar la densidad de flujo de una fuente en una longitud de onda con la densidad de flujo de la misma fuente en otra longitud de onda. Por ejemplo, si se desea demostrar cómo el espectro del Sol alcanza su punto máximo en la parte visible del espectro EM, será suficiente un gráfico de la densidad de flujo espectral relativa del Sol.

## Unidades de radiometría del SI
| Magnitud                                                                   | Magnitud | Unidad                                                 | Unidad          | Dimensión | Notas |
| Nombre                                                                     | Símbolo  | Nombre                                                 | Símbolo         | Dimensión | Notas |
| -------------------------------------------------------------------------- | -------- | ------------------------------------------------------ | --------------- | --------- | --- |
| Energía radiante                                                           | Qe       | julio                                                  | J               | M⋅L2⋅T−2  | Energía de la radiación electromagnética. |
| Densidad de energía radiante                                               | we       | julio por metro cúbico                                 | J/m3            | M⋅L−1⋅T−2 | Energía radiante por unidad de volumen. |
| Flujo radiante                                                             | Φe       | vatio                                                  | W = J/s         | M⋅L2⋅T−3  | Energía radiante emitida, reflejada, transmitida o recibida, por unidad de tiempo. A esto a veces también se le llama "potencia radiante", y se llama luminosidad en astronomía. |
| Flujo espectral                                                            | Φe,ν     | vatio por hercio                                       | W/Hz            | M⋅L2⋅T−2  | Flujo radiante por unidad de frecuencia o longitud de onda. Este último se mide comúnmente en W⋅nm−1. |
| Flujo espectral                                                            | Φe,λ     | vatio por metro                                        | W/m             | M⋅L⋅T−3   | Flujo radiante por unidad de frecuencia o longitud de onda. Este último se mide comúnmente en W⋅nm−1. |
| Intensidad radiante                                                        | Ie,Ω     | vatio por estereorradián                               | W/sr            | M⋅L2⋅T−3  | Flujo radiante emitido, reflejado, transmitido o recibido, por unidad de ángulo sólido. Es una cantidad "direccional". |
| Intensidad espectral                                                       | Ie,Ω,ν   | vatio por estereorradián por hercio                    | W⋅sr−1⋅Hz−1     | M⋅L2⋅T−2  | Intensidad radiante por unidad de frecuencia o longitud de onda. Este último se mide comúnmente en W⋅sr−1⋅nm−1. Es una magnitud direccional. |
| Intensidad espectral                                                       | Ie,Ω,λ   | vatio por estereorradián por metro                     | W⋅sr−1⋅m−1      | M⋅L⋅T−3   | Intensidad radiante por unidad de frecuencia o longitud de onda. Este último se mide comúnmente en W⋅sr−1⋅nm−1. Es una magnitud direccional. |
| Radiancia                                                                  | Le,Ω     | vatio por estereorradián por metro cuadrado            | W⋅sr−1⋅m−2      | M⋅T−3     | Flujo radiante emitido, reflejado, transmitido o recibido por una superficie, por unidad de ángulo sólido por unidad de área proyectada. Es una cantidad "direccional", a la que a veces también se le llama confusamente "intensidad". |
| Radiancia espectral Intensidad específica                                  | Le,Ω,ν   | vatio por estereorradián por metro cuadrado por hercio | W⋅sr−1⋅m−2⋅Hz−1 | M⋅T−2     | Resplandor de una superficie por unidad de frecuencia o longitud de onda. Este último se mide comúnmente en W⋅sr−1⋅m−2⋅nm−1. Es una cantidad "direccional", a la que a veces también se le llama confusamente "intensidad espectral". |
| Radiancia espectral Intensidad específica                                  | Le,Ω,λ   | vatio por estereorradián por metro cuadrado, por metro | W⋅sr−1⋅m−3      | M⋅L−1⋅T−3 | Resplandor de una superficie por unidad de frecuencia o longitud de onda. Este último se mide comúnmente en W⋅sr−1⋅m−2⋅nm−1. Es una cantidad "direccional", a la que a veces también se le llama confusamente "intensidad espectral". |
| Irradiancia Densidad de flujo                                              | Ee       | vatio por metro cuadrado                               | W/m2            | M⋅T−3     | Flujo radiante recibido por una superficie por unidad de área. A esto a veces también se le llama confusamente "intensidad". |
| Irradiancia espectral Densidad de flujo espectral                          | Ee,ν     | vatio por metro cuadrado por hercio                    | W⋅m−2⋅Hz−1      | M⋅T−2     | Irradiancia de una superficie por unidad de frecuencia o longitud de onda. A esto a veces también se le llama confusamente "intensidad espectral". Las unidades de densidad de flujo espectral que no pertenecen al SI incluyen jansky (unidad) ((1 Jy = 10−26 W⋅m−2⋅Hz− 1)) y unidad de flujo solar ((1 sfu = 10−22 W⋅m−2⋅Hz−1 = 104 Jy)). |
| Irradiancia espectral Densidad de flujo espectral                          | Ee,λ     | vatio por metro cuadrado, por metro                    | W/m3            | M⋅L−1⋅T−3 | Irradiancia de una superficie por unidad de frecuencia o longitud de onda. A esto a veces también se le llama confusamente "intensidad espectral". Las unidades de densidad de flujo espectral que no pertenecen al SI incluyen jansky (unidad) ((1 Jy = 10−26 W⋅m−2⋅Hz− 1)) y unidad de flujo solar ((1 sfu = 10−22 W⋅m−2⋅Hz−1 = 104 Jy)). |
| Radiosidad                                                                 | Je       | vatio por metro cuadrado                               | W/m2            | M⋅T−3     | Flujo radiante que sale (emitido, reflejado y transmitido por) una superficie por unidad de área. A esto a veces también se le llama confusamente "intensidad". |
| Radiosidad espectral                                                       | Je,ν     | vatio por metro cuadrado por hercio                    | W⋅m−2⋅Hz−1      | M⋅T−2     | Radiosidad de una superficie por unidad de frecuencia o longitud de onda. Este último se mide comúnmente en W⋅m−2⋅nm−1. A esto a veces también se le llama confusamente "intensidad espectral". |
| Radiosidad espectral                                                       | Je,λ     | vatio por metro cuadrado, por metro                    | W/m3            | M⋅L−1⋅T−3 | Radiosidad de una superficie por unidad de frecuencia o longitud de onda. Este último se mide comúnmente en W⋅m−2⋅nm−1. A esto a veces también se le llama confusamente "intensidad espectral". |
| Salida radiante                                                            | Me       | vatio por metro cuadrado                               | W/m2            | M⋅T−3     | Flujo radiante emitido por una superficie por unidad de área. Este es el componente emitido de la radiosidad. "Emitancia radiante" es un término antiguo para esta cantidad. A esto a veces también se le llama confusamente "intensidad".                                                                                                  |
| Salida espectral                                                           | Me,ν     | vatio por metro cuadrado por hercio                    | W⋅m−2⋅Hz−1      | M⋅T−2     | Exitancia radiante de una superficie por unidad de frecuencia o longitud de onda. Este último se mide comúnmente en W⋅m−2⋅nm−1. "Emitancia espectral" es un término antiguo para esta cantidad. A esto a veces también se le llama confusamente "intensidad espectral".                                                                     |
| Salida espectral                                                           | Me,λ     | vatio por metro cuadrado, por metro                    | W/m3            | M⋅L−1⋅T−3 | Exitancia radiante de una superficie por unidad de frecuencia o longitud de onda. Este último se mide comúnmente en W⋅m−2⋅nm−1. "Emitancia espectral" es un término antiguo para esta cantidad. A esto a veces también se le llama confusamente "intensidad espectral".                                                                     |
| Exposición radiante                                                        | He       | julio por metro cuadrado                               | J/m2            | M⋅T−2     | Energía radiante recibida por una superficie por unidad de área, o equivalentemente irradiancia de una superficie integrada a lo largo del tiempo de irradiación. A esto a veces también se le llama "fluencia radiante". |
| Exposición espectral                                                       | He,ν     | julio por metro cuadrado por hercio                    | J⋅m−2⋅Hz−1      | M⋅T−1     | Exposición radiante de una superficie por unidad de frecuencia o longitud de onda. Este último se mide comúnmente en J⋅m−2⋅nm−1. A esto a veces también se le llama "fluencia espectral". |
| Exposición espectral                                                       | He,λ     | julio por metro cuadrado, por metro                    | J/m3            | M⋅L−1⋅T−2 | Exposición radiante de una superficie por unidad de frecuencia o longitud de onda. Este último se mide comúnmente en J⋅m−2⋅nm−1. A esto a veces también se le llama "fluencia espectral". |
| Véase también: Sistema Internacional de Unidades, Radiometría y Fotometría |          |                                                        |                 |           | |